# Zakaria Paliachvili
Zakaria Paliachvili (géorgien : ზაქარია ფალიაშვილი), né le 16 août 1871 à Koutaïssi et mort le 6 octobre 1933 à Tbilissi, est un compositeur géorgien. Il est souvent considéré comme le fondateur de la musique classique en Géorgie.

## Œuvres
- Daisi (დაისი) (1923). Opéra en 3 actes sur un ivret de Valerian Gunia. Créé le 23 décembre 1923 à Tbilissi[1].